# Handapherang
Handapherang is een bestuurslaag in het regentschap Ciamis van de provincie West-Java, Indonesië. Handapherang telt 5749 inwoners (volkstelling 2010).